# 白糠町
白糠町（日语：／ Shiranuka chō */?）位於北海道釧路綜合振興局西部，地處釧路市市中心西方約30公里、帶廣市東方約90公里。白糠町被釧路市東西包夾，南部人口集中的的太平洋沿岸有國道38號和北海道旅客鐵道根室本線通過。當地以伐木、漁業、工業和酪農業為主。過去曾有開採煤礦，但現已停止開採。
名稱來自阿伊努語的「sirar-ka」（海岸岩石的上面）、「sirar-ika」（在海岸岩石上溢出）、「sirar-ika-p」（漫過岩石的地方）或「sirar-u-ka」（岩石重疊）。

## 歷史
- 1632年：設置白糠場所。
- 1800年：八王子千人同心、原半左衝門帶50人進入白糠。
- 1884年：設置白糠外六村戶長役場。
- 1915年：白糠村和庶路村合併為白糠村，並成為北海道二級村。[2]
- 1949年10月10日：大樂毛地區被併入釧路市。
- 1950年11月1日：改制為白糠町。

## 產業
白糠町原本以固定網捕撈柳葉魚和鮭魚為主，但自2010年代以來，鮭魚的捕撈量急遽下降，而鰤魚的捕撈量卻迅速增加，因此當地專門設立了鰤魚加工廠。東部區域設有釧路白糠工業區，以輕工業和食品加工業為主；西部地區也有輕工業區。 釧路市和白糠町皆被公告為能源特區，並進行太陽能發電等再生能源的開發。

## 交通

### 機場
- 釧路機場（位於釧路市）

### 鐵路
- 北海道旅客鐵道
  - 根室本線：古瀨車站 - 白糠車站 - 西庶路車站 - 庶路車站

### 道路
| 高速道路 - 道東自動車道：白糠交流道 一般國道 - 國道38號 - 國道274號 - 國道392號 | 主要地方道 - 北海道道143號北見白糠線 道道 - 北海道道242號上庶路庶路停車場線 - 北海道道314號白糠停車場線 - 北海道道665號上茶路上茶路停車場線 |

## 觀光景點
| - 哼唱路：白糠車站前道路被指定為「優良廣告景觀地區」。 - 不動的瀑布 | - 阿伊努古式舞踊（國指定重要無形民俗文化財） |

## 教育

### 大學設施
- 京都大學北海道研究林白糠研究管理樓

### 高等學校
- 道立北海道白糠高等學校

### 中學校
| - 白糠町立庶路中學校 - 白糠町立白糠中學校 | - 白糠町立河原小中學校 - 白糠町立茶路小中學校 |

### 小學校
| - 白糠町立庶路小學校 - 白糠町立白糠小學校 | - 白糠町立河原小中學校 - 白糠町立茶路小中學校 |

## 姊妹市・友好都市

### 海外
- 廈門市（中國 福建省）：2001年9月25日締結。

## 本地出身的名人
- 野宮真貴：歌手，前PIZZICATO FIVE成員。
- 吉野勲：高校教師，帶領妹背牛商業高校女子排球部奪得全國冠軍。
- 越野忠則：1992年巴塞隆納奧運男子柔道60公斤級銅牌。